# Newport Folk Festival

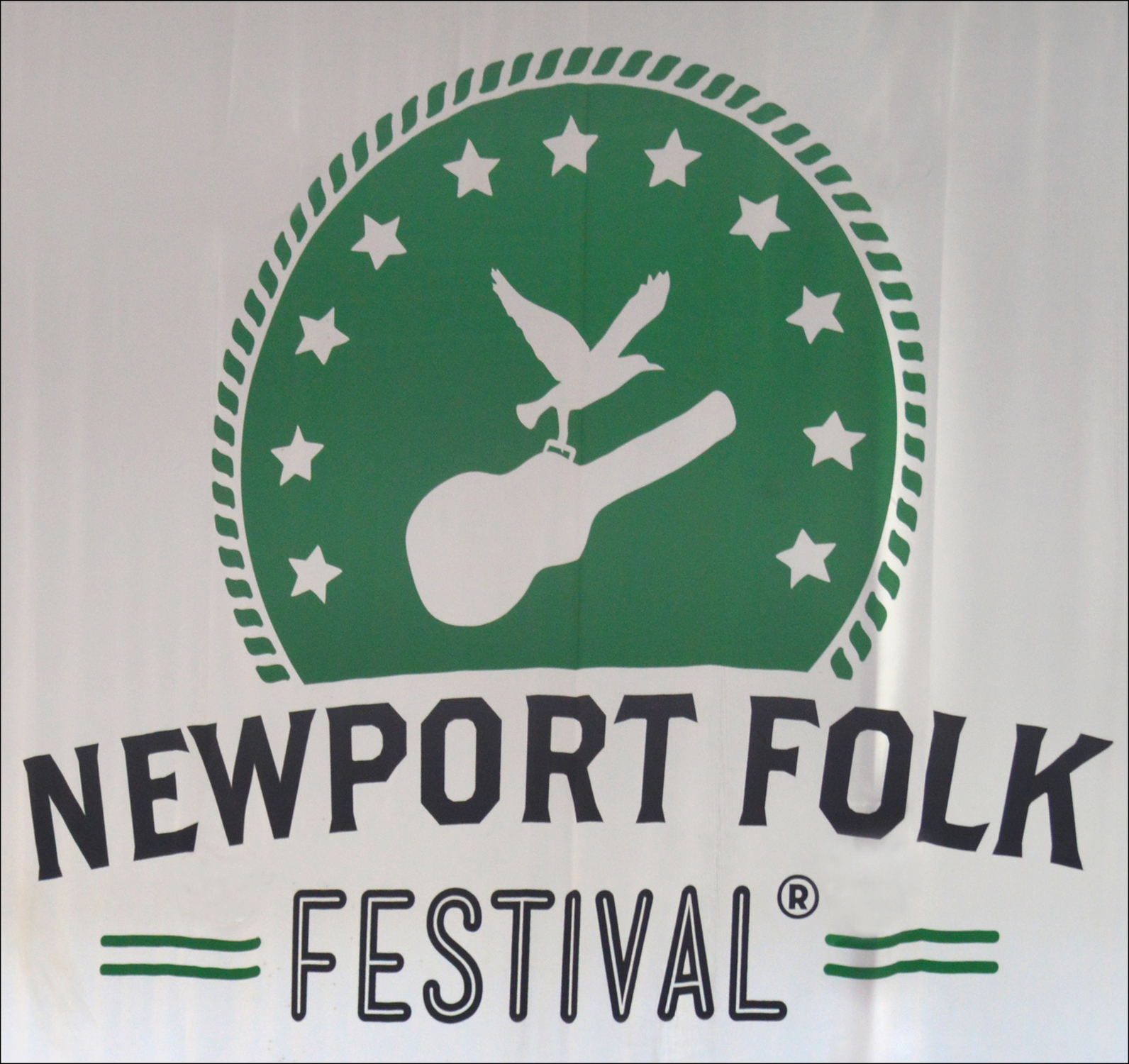
Newport Folk Festivals logo.

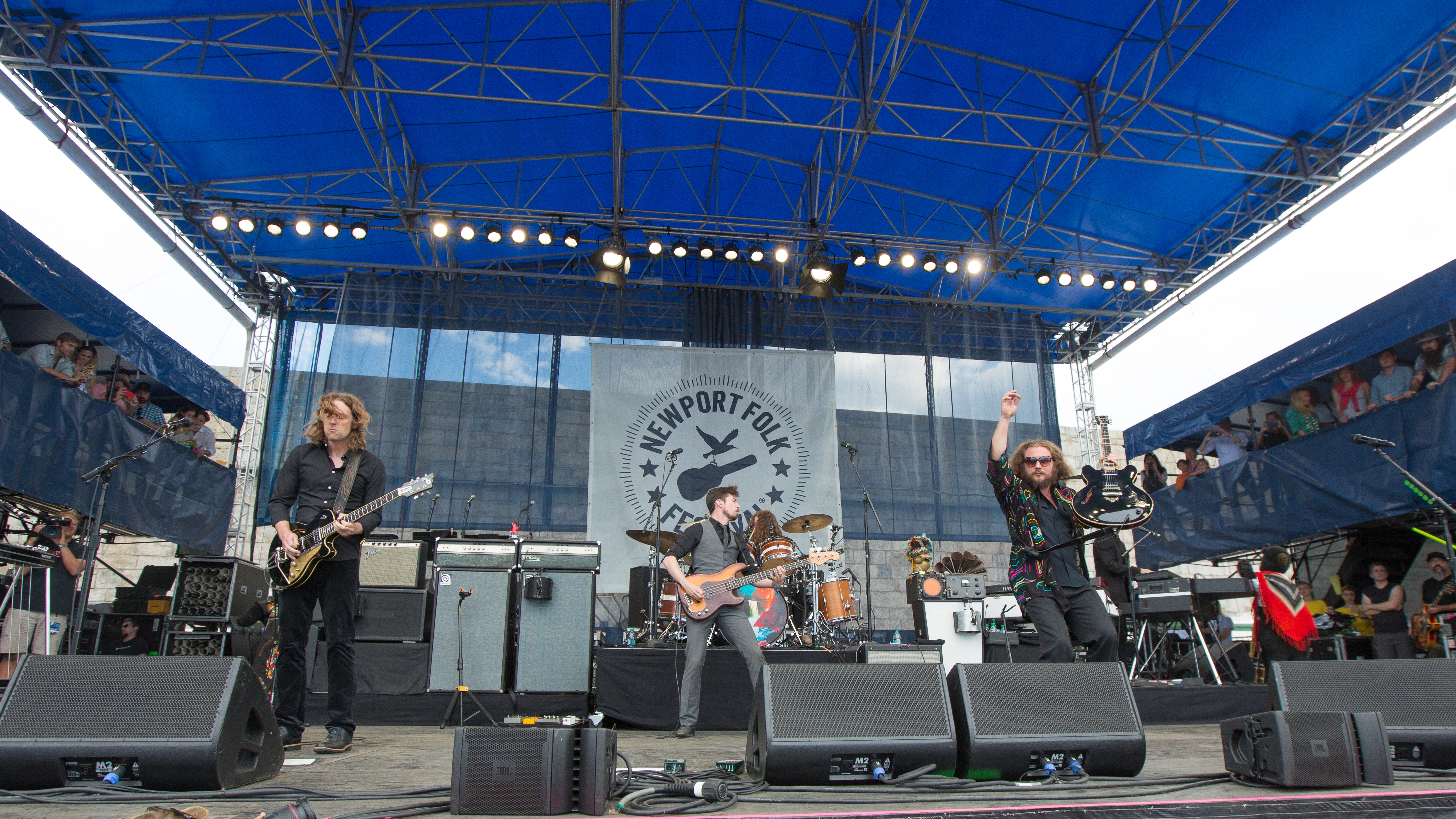
My Morning Jacket på Newport Folk Festival 2015.

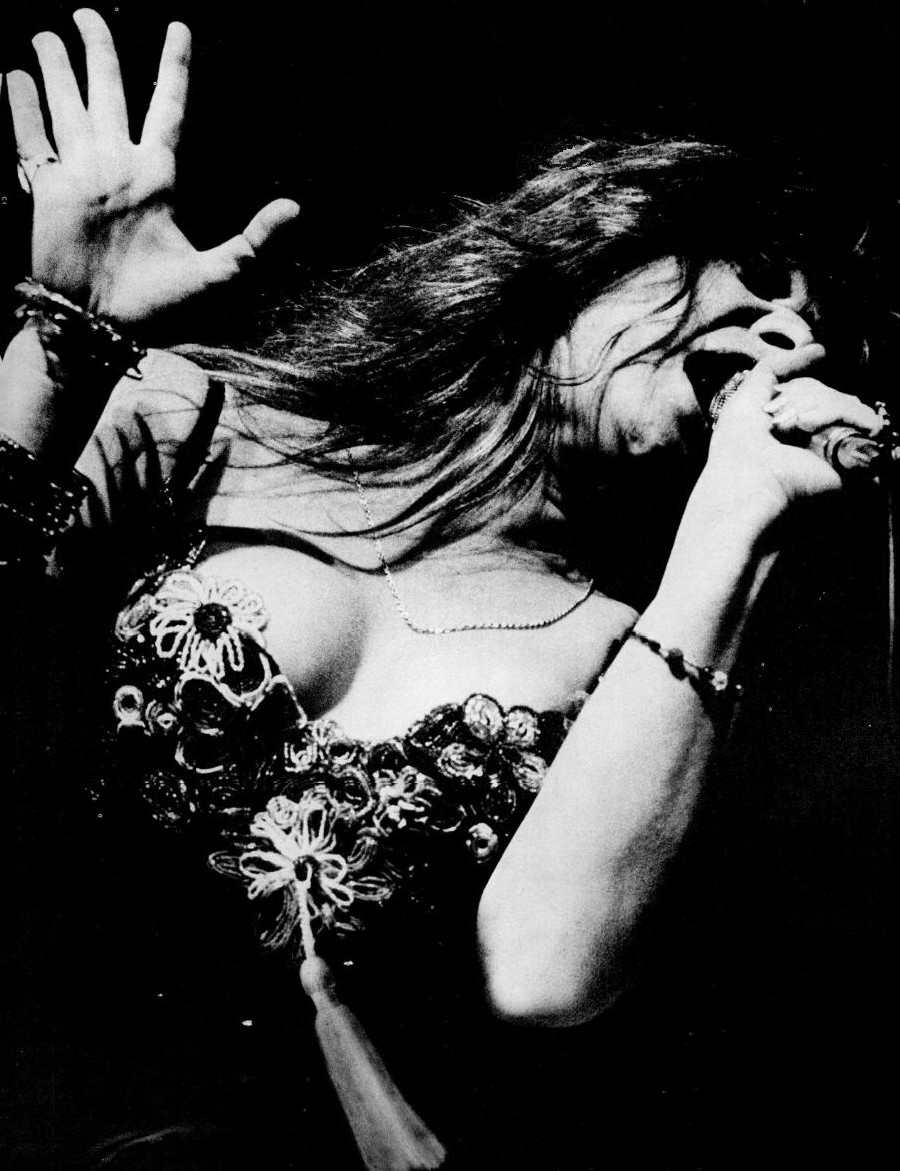
Janis Joplin på Newport Folk Festival 1968.

Newport Folk Festival är en folkmusikfestival i Newport, Rhode Island som startades 1959 av bl.a. George Wein och Pete Seeger. Festivalen hade sin "klassiska" period 1959–1971 då bland andra Joan Baez, Bob Dylan och Janis Joplin blev kända genom uppträdanden här. Även blues- och countryartister (till exempel John Lee Hooker och Johnny Cash) uppträdde här. Det var också här som Dylan gjorde sitt kontroversiella "elektriska" framträdande den 25 juli 1965. Festivalen låg nere 1971–1985 men har i varierande former fortlevt sedan dess.

## Historik
Newport Folk Festival startades 1959 av George Wein, grundare av den redan väletablerade Newport Jazz Festival och ägare till Storyville, en jazzklubb i Boston.
1958 blev Wein medveten om den växande folkrörelsen och började bjuda in folkartister som Odetta att uppträda på söndagseftermiddagar i Storyville.
Eftermiddagsföreställningarna sålde konsekvent slut och Wein började överväga möjligheten att anordna en folklig eftermiddag, inbäddad i 1959 års Newport Jazz Festival.
Wein föreställde sig att programmet skulle vara likt i omfattning som de mycket framgångsrika blues- och gospelshowerna som hade ägt rum på jazzfestivalen tidigare år.
Wein bad Odetta, Pete Seeger och Weavers att uppträda på eftermiddagen förutom Kingston Trio. Efter att ha konfererat med folkgemenskapen blev det uppenbart för Wein att ett (1) eftermiddagsprogram inte skulle räcka, och att det fanns en efterfrågan på en späckad festival.
Medveten om sina egna begränsningar på folkscenen bad Wein Albert Grossman, då Odettas manager, att tillsammans med honom planera och producera festivalen. Grossman tackade ja och började arbeta med bokningar och organisering av helgen.
Den inledande festivalen, som hölls i Freebody Park, inkluderade Pete Seeger, Earl Scruggs, Kingston Trio, John Jacob Niles, Sonny Terry och Brownie McGhee, Odetta, The New Lost City Ramblers och fler. Det kanske mest anmärkningsvärda framträdandet var den överraskande debuten av den artonåriga Joan Baez, som togs med som gäst hos Bob Gibson.
Festivalen 1960 utökades till att omfatta tre kvällar, med tonvikt på mångfald av musik, med bokade artister från Afrika, Skottland, Spanien, Israel och Irland tillsammans med traditionella folkmusiker som Pete Seeger, Ewan McColl, John Lee Hooker, Cisco Houston och Tommy Makem.
Under de senaste åren har Newport Folk Festival fått ett rykte om att sälja slut på biljetter, innan man tillkännager programmet. Festivalen har också fått ett rykte för att ha med överraskande och oanmälda artister. 65 Revisited, Gillian Welch, Dave Rawlings, och Willie Watson dök upp oanmälda (2015). Andra överraskande ögonblick inkluderar My Morning Jacket (2015), 
James Taylor (2015), Kris Kristofferson (2016), Roger Waters (2017), Mumford & Sons (2018) och Dolly Parton (2019). WMVY började 2005 att streama festivalen.
Festivalen har ansträngt sig för att vara miljövänlig. De samarbetar med Clean Water Action och Rhode Island Resource Recovery för att samla in återvinningsbart material.
CWA arbetar på plats med att plocka skräp och återvinna, och har komposteringsstationer för det avfall som genereras under evenemanget.
En del av försäljningen av öl och vin går till CWA för att stödja deras arbete. Festivalens officiella öl, Vermont Magic Hat, använder växtbaserade och 100 % komposterbara muggar.